# Cratere Con
Con è un cratere sulla superficie di Rea.